# Associazione Calcio Fiorentina 1996-1997
Questa voce raccoglie le informazioni riguardanti l'Associazione Calcio Fiorentina nelle competizioni ufficiali della stagione 1996-1997.

## Stagione
La stagione 1996-1997 per la Fiorentina inizia col botto, il 25 agosto 1996 a Milano la squadra viola conquista la nona edizione della Supercoppa Italiana, sconfiggendo il Milan (1-2) con doppietta di Gabriel Batistuta, i viola sono i primi a vincere la Supercoppa dopo aver trionfato nella Coppa Italia, nelle prime otto edizioni a vincerla erano state squadre che avevano vinto lo scudetto. La squadra gigliata ancora affidata a Claudio Ranieri si è classificata nona in campionato, restando fuori dalle coppe europee. Discreto il cammino europeo dei viola nella Coppa delle Coppe, elimina nei sedicesimi i romeni del Gloria Bistrita, negli ottavi i cechi dello Slavia Praga, nei quarti i portoghesi del Benfica, concludendo il percorso nella semifinale contro il Barcellona di Ronaldo, dopo aver pareggiato all'andata al Camp Nou (1-1), nella gara di ritorno la Fiorentina è stata sconfitta (0-2). Con 19 reti segnate (4 in Coppa delle Coppe, 2 in Supercoppa Italiana e 13 in campionato), Gabriel Batistuta è stato ancora una volta il miglior finalizzatore dei viola. Nella Coppa Italia la Fiorentina entra in scena nel secondo turno superando il Cosenza, nel terzo turno viene eliminata dal Bologna.

## Divise e sponsor
| Casa | Trasferta | Terza divisa |

## Rosa
| N. |                       | Ruolo | Calciatore                   |
| -- | --------------------- | ----- | ---------------------------- |
| 1  | Italia (bandiera)     | P     | Francesco Toldo              |
| 2  | Italia (bandiera)     | D     | Daniele Carnasciali          |
| 3  | Italia (bandiera)     | D     | Michele Serena               |
| 4  | Italia (bandiera)     | C     | Giovanni Piacentini          |
| 5  | Italia (bandiera)     | D     | Lorenzo Amoruso              |
| 6  | Italia (bandiera)     | D     | Aldo Firicano                |
| 7  | Svezia (bandiera)     | C     | Stefan Schwarz               |
| 8  | Italia (bandiera)     | A     | Francesco Baiano             |
| 9  | Argentina (bandiera)  | A     | Gabriel Batistuta (capitano) |
| 10 | Portogallo (bandiera) | C     | Manuel Rui Costa             |
| 11 | Belgio (bandiera)     | A     | Luís Oliveira                |
| 12 | Italia (bandiera)     | P     | Alessandro Zandonà           |
| 13 | Italia (bandiera)     | C     | Danilo Stefani               |
| 14 | Italia (bandiera)     | C     | Sandro Cois                  |

| N. |                   | Ruolo | Calciatore           |
| -- | ----------------- | ----- | -------------------- |
| 15 | Italia (bandiera) | C     | Roberto Mirri        |
| 16 | Italia (bandiera) | D     | Giulio Falcone       |
| 17 | Italia (bandiera) | D     | Vittorio Pusceddu    |
| 18 | Italia (bandiera) | C     | Massimo Orlando      |
| 19 | Italia (bandiera) | D     | Pasquale Padalino    |
| 20 | Italia (bandiera) | C     | Emiliano Bigica      |
| 21 | Italia (bandiera) | A     | Marco Vendrame       |
| 22 | Italia (bandiera) | P     | Gianmatteo Mareggini |
| 23 | Italia (bandiera) | A     | Anselmo Robbiati     |
| 24 | Italia (bandiera) | A     | Andrea Mussi         |
| 29 | Italia (bandiera) | C     | Mirko Benin          |
| 30 | Italia (bandiera) | A     | Daniele Beltrammi    |
| 26 | Italia (bandiera) | D     | Daniele Chiarini     |
| 32 | Russia (bandiera) | C     | Andrei Kanchelskis   |

## Risultati

### Serie A

#### Girone di andata
| Arbitro: | Tombolini (Ancona) |

|                                |           |                                |
| Sartor 36’ (aut.) Oliveira 80’ | Marcatori | 8’, 29’, 67’, 90’ (rig.) Otero |

| Arbitro: | Boggi (Agropoli) |

|                  |           |                            |
| Inzaghi 56’, 62’ | Marcatori | 15’ Oliveira 81’ Batistuta |

| Arbitro: | Racalbuto (Gallarate) |

|                                  |           |  |
| Robbiati 6’ Batistuta 49’ (rig.) | Marcatori |  |

| Arbitro: | Treossi (Forlì) |

|             |           |  |
| Padovano 9’ | Marcatori |  |

| Firenze 13 ottobre 1996 5ª giornata | Fiorentina        | 0 – 0 referto | Lazio | Stadio Artemio Franchi\| Arbitro: \| Messina (Bergamo) \| |
| Arbitro:                            | Messina (Bergamo) |               |       |                                                           |

| Arbitro: | Cesari (Genova) |

|  |           |                                    |
|  | Marcatori | 44’ Batistuta 80’ (aut.) De Marchi |

| Arbitro: | Trentalange (Torino) |

|              |           |  |
| Robbiati 84’ | Marcatori |  |

| Parma 3 novembre 1996 8ª giornata | Parma                | 0 – 0 referto | Fiorentina | Stadio Ennio Tardini\| Arbitro: \| Farina (Novi Ligure) \| |
| Arbitro:                          | Farina (Novi Ligure) |               |            |                                                            |

| Arbitro: | Bazzoli (Milano) |

|                   |           |                   |
| Ganz 50’ Ince 83’ | Marcatori | 44’, 64’ Oliveira |

| Arbitro: | Bonfrisco (Monza) |

|              |           |                  |
| Robbiati 26’ | Marcatori | 64’ (rig.) Luiso |

| Arbitro: | Collina (Viareggio) |

|                                           |           |                                  |
| Balbo 15’ (rig.) Delvecchio 72’ Totti 87’ | Marcatori | 22’ Rui Costa 31’, 75’ Batistuta |

| Arbitro: | Boggi (Salerno) |

|                                                           |           |              |
| Batistuta 48’ Rui Costa 62’ Oliveira 86’ Rocco 90’ (aut.) | Marcatori | 56’ Gautieri |

| Arbitro: | Bettin (Padova) |

|                     |           |  |
| M. Amoroso 19’, 29’ | Marcatori |  |

| Arbitro: | Lana (Torino) |

|                            |           |  |
| Batistuta 65’ Robbiati 82’ | Marcatori |  |

| Arbitro: | Pairetto (Nichelino) |

|                                                |           |  |
| Colonnese 50’ (aut.) Oliveira 54’ Robbiati 90’ | Marcatori |  |

| Reggio Emilia 12 gennaio 1997 16ª giornata | Reggiana             | 0 – 0 referto | Fiorentina | Stadio Giglio\| Arbitro: \| Trentalange (Torino) \| |
| Arbitro:                                   | Trentalange (Torino) |               |            |                                                     |

| Arbitro: | Collina (Viareggio) |

|                      |           |                   |
| Batistuta 31’ (rig.) | Marcatori | 89’ Franceschetti |

#### Girone di ritorno
| Arbitro: | Racalbuto (Gallarate) |

|                                     |           |                            |
| Otero 1’ Murgita 37’ Ambrosetti 57’ | Marcatori | 22’ Padalino 65’ Batistuta |

| Firenze 2 febbraio 1997 19ª giornata | Fiorentina        | 0 – 0 referto | Atalanta | Stadio Artemio Franchi\| Arbitro: \| Beschin (Legnago) \| |
| Arbitro:                             | Beschin (Legnago) |               |          |                                                           |

| Arbitro: | Bolognino (Milano) |

|                               |           |              |
| Falcone 1’ (aut.) Manetti 90’ | Marcatori | 7’ Batistuta |

| Arbitro: | Bazoli (Merano) |

|              |           |               |
| Robbiati 49’ | Marcatori | 15’ Del Piero |

| Arbitro: | Borriello (Mantova) |

|           |           |  |
| Negro 90’ | Marcatori |  |

| Arbitro: | Rodomonti (Teramo) |

|                                              |           |                                  |
| Baiano 19’ (rig.) Batistuta 61’ Robbiati 79’ | Marcatori | 2’ Andersson 25’ (aut.) Firicano |

| Arbitro: | Boggi (Salerno) |

|                                   |           |  |
| Desailly 62’ Albertini 90’ (rig.) | Marcatori |  |

| Arbitro: | Messina (Bergamo) |

|                   |           |  |
| Thuram 34’ (aut.) | Marcatori |  |

| Firenze 6 aprile 1997 26ª giornata | Fiorentina      | 0 – 0 referto | Inter | Stadio Artemio Franchi\| Arbitro: \| Cesari (Genova) \| |
| Arbitro:                           | Cesari (Genova) |               |       |                                                         |

| Arbitro: | Beschin (Legnago) |

|           |           |                |
| Luiso 66’ | Marcatori | 56’ L. Amoruso |

| Arbitro: | Farina (Novi Ligure) |

|                                 |           |           |
| Robbiati 7’ Petruzzi 36’ (aut.) | Marcatori | 77’ Balbo |

| Arbitro: | Pairetto (Nichelino) |

|                  |           |              |
| Pizzi 89’ (rig.) | Marcatori | 90’ Robbiati |

| Arbitro: | Borriello (Mantova) |

|                        |           |                                       |
| Padalino 5’ Baiano 21’ | Marcatori | 2’, 60’ (rig.) M. Amoroso 82’ Pierini |

| Arbitro: | Messina (Bergamo) |

|                                             |           |              |
| Muzzi 14’ Dario Silva 35’ Lønstrup 37’, 45’ | Marcatori | 34’ Oliveira |

| Arbitro: | Bettin (Padova) |

|                              |           |                  |
| Aglietti 67’ M. Esposito 83’ | Marcatori | 8’, 40’ Oliveira |

| Arbitro: | Pin (Conegliano) |

|                                |           |  |
| Batistuta 7’, 62’ Robbiati 18’ | Marcatori |  |

| Arbitro: | Branzoni (Pavia) |

|              |           |              |
| Montella 37’ | Marcatori | 23’ Robbiati |

### Coppa Italia

#### Fase a eliminazione diretta
| Arbitro: | Trentalange (Torino) |

|         |           |                                               |
| Apa 25’ | Marcatori | 25’ Pusceddu 35’ (rig.) Robbiati 89’ Vendrame |

| Arbitro: | Pairetto (Nichelino) |

|                                      |           |             |
| Magoni 16’ Paramatti 60’ Scapolo 71’ | Marcatori | 36’ Orlando |

### Coppa delle Coppe
| Arbitro: | Fallstrom |

|          |           |               |
| Lazar 4’ | Marcatori | 48’ Batistuta |

| Arbitro: | Gadosi |

|                |           |  |
| M. Orlando 22’ | Marcatori |  |

| Arbitro: | Muhmenthaler |

|                          |           |           |
| Batistuta 6’ Schwarz 57’ | Marcatori | 80’ Siegl |

| Arbitro: | Elleray |

|            |           |              |
| Lokvenc 4’ | Marcatori | 62’ Robbiati |

| Arbitro: | Krug |

|  |           |                          |
|  | Marcatori | 44’ Baiano 89’ Batistuta |

| Arbitro: | Van der Ende |

|  |           |           |
|  | Marcatori | 23’ Edgar |

| Arbitro: | Heynemann |

|           |           |               |
| Nadal 43’ | Marcatori | 62’ Batistuta |

| Arbitro: | Frisk |

|  |           |                                  |
|  | Marcatori | 30’ Fernando Couto 35’ Guardiola |

### Supercoppa italiana
| Arbitro: | Treossi (Forlì) |

|               |           |                    |
| Savićević 22’ | Marcatori | 12’, 83’ Batistuta |

## Statistiche

### Statistiche di squadra
| Competizione      | Punti | In casa | In casa | In casa | In casa | In casa | In casa | In trasferta | In trasferta | In trasferta | In trasferta | In trasferta | In trasferta | Totale | Totale | Totale | Totale | Totale | Totale | DR |
| Competizione      | Punti | G       | V       | N       | P       | Gf      | Gs      | G            | V            | N            | P            | Gf           | Gs           | G      | V      | N      | P      | Gf     | Gs     | DR |
| ----------------- | ----- | ------- | ------- | ------- | ------- | ------- | ------- | ------------ | ------------ | ------------ | ------------ | ------------ | ------------ | ------ | ------ | ------ | ------ | ------ | ------ | -- |
| Serie A           | 45    | 17      | 9       | 6       | 2       | 28      | 14      | 17           | 1            | 9            | 7            | 18           | 27           | 34     | 10     | 15     | 9      | 46     | 41     | +5 |
| Coppa Italia      |       |         |         |         |         |         |         | 2            | .            | ..           | 2            | 2            | 6            | 2      | ..     | ..     | 2      | 2      | 6      | -4 |
| Coppa Delle Coppe |       | 4       | 2       | .       | 2       | 3       | 4       | 4            | 1            | 3            | 0            | 5            | 3            | 8      | 3      | 3      | 2      | 8      | 7      | +1 |
| Totale            |       | 21      | 11      | 6       | 4       | 31      | 18      | 23           | 2            | 12           | 9            | 25           | 36           | 44     | 13     | 18     | 13     | 56     | 54     | +2 |

### Statistiche dei giocatori
| Giocatore      | Serie A  | Serie A | Serie A     | Serie A    | Coppa Italia | Coppa Italia | Coppa Italia | Coppa Italia | Coppa delle Coppe | Coppa delle Coppe | Coppa delle Coppe | Coppa delle Coppe | Totale   | Totale | Totale      | Totale     |
| Giocatore      | Presenze | Reti    | Ammonizioni | Espulsioni | Presenze     | Reti         | Ammonizioni  | Espulsioni   | Presenze          | Reti              | Ammonizioni       | Espulsioni        | Presenze | Reti   | Ammonizioni | Espulsioni |
| -------------- | -------- | ------- | ----------- | ---------- | ------------ | ------------ | ------------ | ------------ | ----------------- | ----------------- | ----------------- | ----------------- | -------- | ------ | ----------- | ---------- |
| L. Amoruso     | 23       | 1       | ?           | ?          | ?            | ?            | ?            | ?            | ?                 | ?                 | ?                 | ?                 | 23+      | 1+     | ?           | ?          |
| F. Baiano      | 21       | 2       | ?           | ?          | ?            | ?            | ?            | ?            | ?                 | 1                 | ?                 | ?                 | 21+      | 3+     | ?           | ?          |
| G. Batistuta   | 32       | 13      | ?           | ?          | ?            | ?            | ?            | ?            | ?                 | 4                 | ?                 | ?                 | 32+      | 17+    | ?           | ?          |
| M. Benin       | 1        | 0       | ?           | ?          | ?            | ?            | ?            | ?            | ?                 | ?                 | ?                 | ?                 | 1+       | 0+     | ?           | ?          |
| E. Bigica      | 17       | 0       | ?           | ?          | ?            | ?            | ?            | ?            | ?                 | ?                 | ?                 | ?                 | 17+      | 0+     | ?           | ?          |
| D. Carnasciali | 20       | 0       | ?           | ?          | ?            | ?            | ?            | ?            | ?                 | ?                 | ?                 | ?                 | 20+      | 0+     | ?           | ?          |
| D. Chiarini    | 1        | 0       | ?           | ?          | ?            | ?            | ?            | ?            | ?                 | ?                 | ?                 | ?                 | 1+       | 0+     | ?           | ?          |
| S. Cois        | 25       | 0       | ?           | ?          | ?            | ?            | ?            | ?            | ?                 | ?                 | ?                 | ?                 | 25+      | 0+     | ?           | ?          |
| G. Falcone     | 31       | 0       | ?           | ?          | ?            | ?            | ?            | ?            | ?                 | ?                 | ?                 | ?                 | 31+      | 0+     | ?           | ?          |
| A. Firicano    | 18       | 0       | ?           | ?          | ?            | ?            | ?            | ?            | ?                 | ?                 | ?                 | ?                 | 18+      | 0+     | ?           | ?          |
| A. Kanchelskis | 9        | 0       | ?           | ?          | ?            | ?            | ?            | ?            | ?                 | ?                 | ?                 | ?                 | 9+       | 0+     | ?           | ?          |
| G. Mareggini   | 2        | -1      | ?           | ?          | ?            | ?            | ?            | ?            | ?                 | ?                 | ?                 | ?                 | 2+       | -1+    | ?           | ?          |
| L. Oliveira    | 31       | 9       | ?           | ?          | ?            | ?            | ?            | ?            | ?                 | ?                 | ?                 | ?                 | 31+      | 9+     | ?           | ?          |
| M. Orlando     | 16       | 0       | ?           | ?          | ?            | ?            | ?            | ?            | ?                 | 1                 | ?                 | ?                 | 16+      | 1+     | ?           | ?          |
| P. Padalino    | 21       | 2       | ?           | ?          | ?            | ?            | ?            | ?            | ?                 | ?                 | ?                 | ?                 | 21+      | 2+     | ?           | ?          |
| G. Piacentini  | 23       | 0       | ?           | ?          | ?            | ?            | ?            | ?            | ?                 | ?                 | ?                 | ?                 | 23+      | 0+     | ?           | ?          |
| V. Pusceddu    | 28       | 0       | ?           | ?          | ?            | ?            | ?            | ?            | ?                 | ?                 | ?                 | ?                 | 28+      | 0+     | ?           | ?          |
| A. Robbiati    | 30       | 11      | ?           | ?          | ?            | ?            | ?            | ?            | ?                 | 1                 | ?                 | ?                 | 30+      | 12+    | ?           | ?          |
| M. Rui Costa   | 28       | 2       | ?           | ?          | ?            | ?            | ?            | ?            | ?                 | ?                 | ?                 | ?                 | 28+      | 2+     | ?           | ?          |
| S. Schwartz    | 24       | 0       | ?           | ?          | ?            | ?            | ?            | ?            | ?                 | 1                 | ?                 | ?                 | 24+      | 1+     | ?           | ?          |
| M. Serena      | 14       | 0       | ?           | ?          | ?            | ?            | ?            | ?            | ?                 | ?                 | ?                 | ?                 | 14+      | 0+     | ?           | ?          |
| D. Stefani     | 2        | 0       | ?           | ?          | ?            | ?            | ?            | ?            | ?                 | ?                 | ?                 | ?                 | 2+       | 0+     | ?           | ?          |
| F. Toldo       | 32       | -40     | ?           | ?          | ?            | ?            | ?            | ?            | ?                 | ?                 | ?                 | ?                 | 32+      | -40+   | ?           | ?          |
| M. Vendrame    | 2        | 0       | ?           | ?          | ?            | ?            | ?            | ?            | ?                 | ?                 | ?                 | ?                 | 2+       | 0+     | ?           | ?          |